# Централно статистическо управление (СССР)
Централното статистическо управление (на руски: Центральное статистическое управление), съкратено ЦСУ, е държавен орган в Съветския съюз за събиране на статистически данни.
Със закон № 2000-VI от 19 декември 1963 г. (член 70) е определено, че началникът на Централното статистическо управление влиза в състава на Съвета на министрите на СССР.

## История
Статистическият съвет и Централният статистически комитет при Министерството на вътрешните работи в Руската империя са негови предшественици до 1917 г. Централното статистическо управление на РСФСР (Съветска Русия) е създадено с декрет на Съвета на народните комисари (правителството) на РСФСР от 25 юли 1918 г. Със сформирането на Съвета на народните комисари на СССР (СНК) на СССР (юли 1923) е създадено общосъюзното Централно статистическо управление.
Държавният орган е преобразуван и преподчиняван няколко пъти, като носи следните наименования:
- 1923 – 1930 г.: Централно статистическо управление при СНК на СССР
- 1930 – 1931 г.: Икономико-статистически сектор (ИСС) на Държавния планов комитет (Госплан) на СНК на СССР
- 1931 – 1931 г.: Сектор „Народно-стопански отчет“ (СНСО) на Госплан
- 1931 – 1941 г.: Централно управление „Народно-стопански отчет“ (ЦУНСО) на Госплан
- 1941 – 1948 г.: Централно статистическо управление на Госплан
- 1948 – 1987 г.: Централно статистическо управление при Съвета на министрите на СССР[2]
- 1987 – 1991 г.: Държавен комитет по статистика на СССР

Държавният комитет по статистика е разпуснат с разпадането на Съветския съюз през декември 1991 г. Негов приемник е Федералната служба за държавна статистика на Руската федерация (Федеральная служба государственной статистики).

## България
Същото наименование Централно статистическо управление носи аналогичният държавен орган в България, който по-късно е преобразуван в Национален статистически институт.